# Aricia panobsoleta
Aricia panobsoleta är en fjärilsart som beskrevs av Høgh-guldberg 1963. Aricia panobsoleta ingår i släktet Aricia och familjen juvelvingar. Inga underarter finns listade i Catalogue of Life.